# Cremzow
Cremzow ist ein zum Ortsteil Carmzow gehörender bewohnter Gemeindeteil der Gemeinde Carmzow-Wallmow im Landkreis Uckermark im äußersten Nordosten des Landes Brandenburg. Der Ort gehört dem Amt Brüssow an und wurde am 1. Januar 1974 nach Carmzow eingemeindet.

## Lage
Cremzow liegt im Tal zwischen den Flüssen Ucker und Randow auf einer Grundmoräne im Nordosten der Uckermark. Die Stadt Prenzlau ist zwölf Kilometer und die Stadt Pasewalk 17 Kilometer entfernt. Umliegende Ortschaften sind Carmzow im Norden, Wendtshof im Osten, Wallmow im Südosten, der zur Gemeinde Randowtal gehörende Ort Grenz im Süden sowie die zu Schenkenberg gehörenden Dörfer Ludwigsburg im Westen und Kleptow im Nordwesten.
Cremzow liegt an der Landesstraße 252 zwischen Kleptow und Weselitz. Die Bundesautobahn 20 mit der Anschlussstelle Prenzlau-Ost ist etwa fünf Kilometer entfernt. Cremzow liegt am Ufer des Großen Sees, östlich des Ortes befindet sich zudem der Höhenzug Rehberge mit einer Höhe von bis zu 66 m ü. NHN.

## Geschichte
Das Dorf Cremzow wurde während des 12. oder 13. Jahrhunderts gegründet. Das Gebiet um das heutige Cremzow war vorher von slawischen Stämmen bewohnt worden, die überwiegend von Landwirtschaft und Fischfang lebten. Erstmals urkundlich erwähnt wurde der Ort im Landbuch der Mark Brandenburg aus dem Jahr 1375 mit der Schreibweise Krempzow. Der Ortsname ist von dem Personennamen Krimesch abgeleitet, dies war der Nachname des Kollators, der mit der Dorfgründung beauftragt worden war. Bei der Dorfgründung bestand Cremzow aus 53 Hufen, von diesen waren acht Ritterhufen und drei Kirchhufen. Des Weiteren lebten 1375 in Cremzow vier Kossäten und es gab einen Dorfkrug.

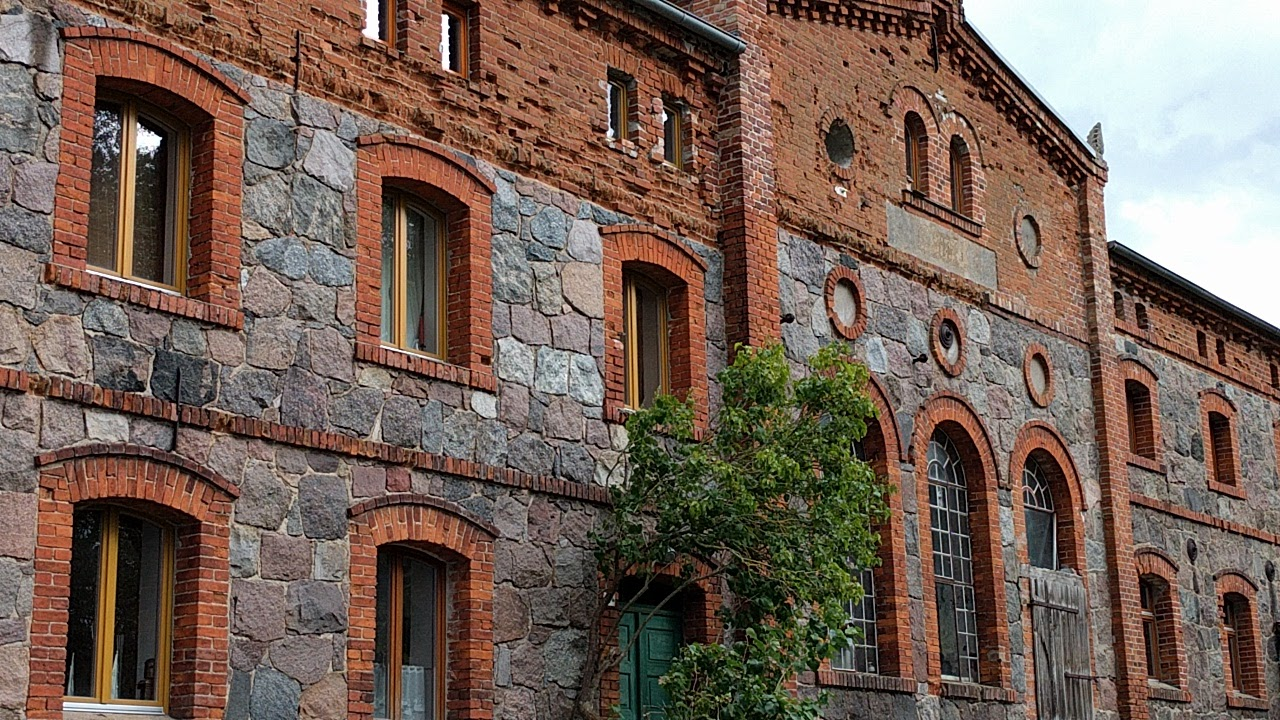
Alte Brennerei in Cremzow

Zunächst befand sich Cremzow im Besitz einer Familie von Brossow. Diese blieb schließlich ohne männliche Nachkommen, sodass im Jahr 1598 ein Jürgen von Berg auf Werbelow mit dem Dorf und dem Rittergut belehnt wurde. Im Schlosskataster von 1624 sind für Cremzow sieben Bauern und vier Kossäten genannt. Durch den Dreißigjährigen Krieg wurde ein großer Teil Cremzows verwüstet. 1650 kam Cremzow schließlich in den Besitz der ansässigen Adelsfamilie zu Arnim, jedoch kam der Ort bald wieder in den Besitz der von Bergs zu Schönfeld. Erst gegen Ende des 17. Jahrhunderts war die Wiederbesiedelung Cremzows nach dem Dreißigjährigen Krieg abgeschlossen. 1845 wurde das Rittergut Cremzow von einem Carl Friedrich Lehmann gekauft. Danach wechselten die Besitzer des Ortes durch Pachtverträge häufig, letzter bekannter Besitzer des Rittergutes war ein Paul Libau.
Bis ins 20. Jahrhundert hinein wurde der Ortsname auf Karten auch Kremzow geschrieben. Nach dem Ende des Zweiten Weltkrieges wurden die Gutsbesitzer in Cremzow enteignet und ihr Land auf die umliegenden Bauerngehöfte aufgeteilt. Bei der DDR-Kreisreform 1952 kam die Gemeinde Cremzow zum Kreis Prenzlau im Bezirk Neubrandenburg. Am 1. Januar 1974 wurde Cremzow nach Carmzow eingemeindet. Seit der Wende und der brandenburgischen Kreisreform 1993 liegt Cremzow im Landkreis Uckermark.
Am 31. Dezember 2001 fusionierte die Gemeinde Carmzow mit dem benachbarten Wallmow zu der neuen Gemeinde Carmzow-Wallmow. Die Gemeinde wird vom Amt Brüssow verwaltet.

## Sehenswürdigkeiten
- Die evangelische Dorfkirche von Cremzow ist ein rechteckiger Feldsteinsaalbau. Sie entstand, wie die meisten Dorfkirchen in der Region, während des 13. Jahrhunderts in Folge der Dorfgründung. Über dem Westportal befinden sich drei Lanzett- und ein Kreisfenster innerhalb einer spitzbogigen Backsteinblende, die restlichen Kirchenfenster sind korbbogig. Die Kirche ist mit einem Kronleuchter aus dem Jahr 1850 und einer hölzernen Kanzel aus dem frühen 19. Jahrhundert ausgestattet.[4]

## Einwohnerentwicklung
| Jahr | Einwohner |
| ---- | --------- |
| 1875 | 136       |
| 1890 | 177       |
| 1925 | 310       |

| Jahr | Einwohner |
| ---- | --------- |
| 1933 | 269       |
| 1939 | 263       |
| 1946 | 315       |

| Jahr | Einwohner |
| ---- | --------- |
| 1950 | 349       |
| 1964 | 230       |
| 1971 | 224       |

Gebietsstand des jeweiligen Jahres